# Dias Como Hoy
A Dias Como Hoy (Minden nap olyan mint ma) című dal a kubai-amerikai származású Jon Secada 1989-ben megjelent kislemeze, mely albumra nem került fel, és slágerlistás helyezést sem ért el.

## Megjelenések
7"  Discos CBS International – DBS 81051
- A	Dias Como Hoy 4:05 Written-By – Armando Manzanero
- B	Dia Tras Dia 4:39 Written-By – Jon Secada

## Külső hivatkozások
- A kislemez a 45cat oldalán[2]
- A dal az ultratop.be oldalán[3]